# Aziz Abou Ali
Aziz Abou Ali, né en 1935 à Chichaoua et mort en 1993 à Madrid, est un peintre et graveur marocain.

## Biographie
Abou Ali est né en 1935 à Marrakech d'un père Fakih qui n'approuvait guerre la passion de son fils pour le dessin et une mère, originaire de Sous, femme au foyer, analphabète. Elle décède alors que Aziz est encore petit enfant. Il avait quatre demi frères et sœurs à la suite de plusieurs mariages de son père
Il avait plusieurs talents, coloriste, graveur, plasticien et sculpteur. Mal traité par les épouses de son père, il quitte la maison paternelle et trouve refuge dans la rue en bricolant des petits métiers en apprenti chez un réparateur de bicyclette. Il dormait dans les locaux de la zaouia tijaniyya de Marrakech.
Après son travail, il troquait la clef à molette contre le pinceau. Il passait son temps à dessiner sur commande et reçoit en contre partie  des tubes de peinture et des pinceaux.
Il est mort en 1993 à Madrid, au centre historique, connu sous le nom de "Puerta del Sol". et dans un bâtiment vidé de ses habitants en vue de sa restauration. Le corps de l'artiste marocain résidant en Espagne, Aziz Abu Ali, a été retrouvé 45 jours après sa mort. Il  avait pourri, parmi ses peintures et ses outils, dans le dessin, la gravure et la formation Lui et ses œuvres formaient un seul être.

## Parcours et formation artistique
Artiste solitaire, dès son jeune âge il était impressionné par les illustrations, les décorations du zellige marocain dans les zaouia, les mausolées et les mosquées qu'il fréquentait avec sa mère et son père. Il a appris à lire et à écrire en autodidacte. Il a longtemps suivi des cours à l'école française ABC de dessin par correspondance grâce à l'élite du quartier où il habitait.
Depuis 1956, sa renommée le devançait. Son art et ses créations artistiques ont attiré l'attention des organisateurs du  salon d'hiver à  Marrakech et on lui décerna son prix.
Aziz Abou Ali a intégré l'école des Beaux Arts de Tétouan. Dès 1964 il partit en Espagne où il étudie à l’École Supérieure des Beaux-Arts Sainte Isabelle pendant 3 ans. Il intègre  l’Académie royale des Beaux-Arts Saint-Ferdinand pour se perfectionner en peinture et gravure murale. En 1970 il s'allie au groupe 15, connu par ses grands travaux de gravure. où il a côtoyé les grands praticiens de haut niveau comme Antonio Saura, Miro, Antoni Tàpies.
Aziz Abou Ali était sollicité par les troupes de théâtre à Marrakech pour la réalisation des décors, Théâtre de l'Union, Théâtre de l'arabité, la Troupe estudiantine, etc.

## Sources d'inspiration
Le défi était le mot clé pour ouvrir les portes et surmonter les obstacles. Enfant orphelin de mère et un père qui dévalorise ses créations.; Abou Ali  était envahi et séduit par les ornements sur les murs  de la ville ocre et par les ciselures des bois dans les mausolées avoisinants comme Sidi Abdelaziz Tebbâa ou celui de Sidi Abdellah El Ghazouani "Moul Laksour". Il défiait la solitude, la pauvreté et le protectorat français . Dans son quartier" Al Mouassine" et malgré son niveau scolaire très modeste, il ne trouvait aucune difficulté pour s'introduire dans le cercle des hommes de lettrés. Son don d'artiste lui a donné de grandes opportunités et a suscité les réactions des grands bienfaiteurs Marrarkchi. Il était aussi inspiré par la poésie du galeriste Rachid Chraibi et le poète marocain Mohamed Loakira.

## Caractéristiques des œuvres artistiques
Les œuvres artistiques de Aziz Abou Ali dégagent une grande tristesse et beaucoup de souffrance. Il a développé un air de style expressionniste à la suite de son passage par Institut national des beaux-arts de Tétouan. Il a eu la chance d'être encadré par son directeur, l'artiste, Mariano Bertuchi. L'encadrement pédagogique de cette institution lui a donné la possibilité d'approfondir ses connaissances artistiques, de forger sa manière de faire et de développer sa finesse artistique. Il a eu l'occasion de côtoyer les artistes étrangers installés au Maroc, comme Majorelle.
Aziz Abou Ali exorcisait sa souffrance, son mal de vivre par l'expression artistique. L'art était le seul moyen pour battre et vaincre les esprits qui le hantait. Avec des autoportraits défigurés il meuble sa profonde solitude,.

## Aziz Abou Ali maître de la gravure
Il était le maître de la gravure, au Maroc, en Afrique et dans le monde arabe. Les critiques d'art le nommaient, le graveur de la solitude. La solitude de l'âme, du corps La douleur était si apparente sur toutes ses œuvres.
À Madrid, Aziz Abu Ali devient un graveur très apprécié, travaillant avec les artistes espagnols les plus célèbres tels que Juan Miro. Sa sculpture en marbre a remporté le Prix d'État espagnol en 1973. Un prix auquel ont participé plusieurs artistes arabes comme l'artiste soudanais Rashid Diab et le sculpteur jordanien Samer Al-Tabbaa.

## Prix et Distinctions
- 1968, il décroche la médaille d’argent à Ségovie[10].
- 1986, il a reçu le 2ème prix de la biennale internationale des arts graphiques à Trieste - Séville.
- 1971, il est médaillé d’argent du meilleur graveur
- 1973, il a reçu le Prix d’État espagnol.

## Expositions Collectives  et Individuelles

### Expositions individuelles
- 1971: La Casa Del Siglo XV Ségovia Sala Navarro Saragosse
- 1972: Exposition à Avila
- 1974: Galerie Dach Bilbao / Galerie AES Santander
- 1975: Galerie AES Santander
- 1976: Galerie Carmen Durango, Valladolid

### Expositions collectives
- 1962: Salon d'Hiver Marrakech(1er prix)
- 1966:Séville (2ème prix) à Ségovie
- 1968: Médaille d'argent de la Beca Del Pantar
- 1969: Biennale Del Deporte Madrid, Salon d'Hiver, Marrakech, Galerie Egam, Madrid

- 1970: Galerie Egam, Madrid, Parc des attractions, Madrid/ Musée d'Art Contemporain, Séville Biennale d'Art Graphique, Trieste (Italie) médaille d'argent

- 1073: Exposition au groupeXV, Madrid Robert Ellis Gallery, New York(USA)
- 1984: 1ère Rencontre Hispano-Arabe, El Municar
- 1985: Université DUKE(USA)
- 1992: Expo 1992 Séville " Peintres de l'Ecole de Tétouan", Galerie Bab Doukkala: Peintures de Marrakech
- 1993: Casablanca" Hommage au peintre disparu"
- 1996: Casablanca SGMB "Regard immortel"
- 2000: Casablanca  Espace Actua "La fascination de l'absolu"
- 2003: Expositions à Tanger et à Tétouan à l'Institut Cervantes[1].

## Hommages
- 1993 : Casablanca " Hommage au peintre disparu"[10]
- 1996 : Casablanca SGMB " Regard immortel"
- 2000 : Casablanca Espace Actua " La fascination de l'absolu"
- 2003 : Tétouan et Tanger à l'institut Cervantes
- 2009 : du 9 juillet au 30 août Exposition rétrospective
- 2016 : un livre de 360 pages sur Aziz Abou Ali, le graveur de la solitude, avec le soutien du Ministère de la Culture
- 2017 : Rabat- Musée de Bank Al-Maghrib, Hommage à Aziz Abou Ali entre art et mélancolie[2]